# Oxira fragaria
Oxira fragaria är en fjärilsart som beskrevs av Moritz Balthasar Borkhausen 1792. Oxira fragaria ingår i släktet Oxira och familjen nattflyn. Inga underarter finns listade i Catalogue of Life.